# (33434) 1999 FU
1999 FU (asteroide 33434) é um asteroide da cintura principal. Possui uma excentricidade de 0.06865100 e uma inclinação de 1.30692º.
Este asteroide foi descoberto no dia 17 de março de 1999 por ODAS em Caussols.